# أندي سافيل
أندي سافيل (بالإنجليزية: Andy Saville)‏ هو لاعب كرة قدم بريطاني في مركز الهجوم، ولد في 12 ديسمبر 1964 في كينغستون أبون هال في المملكة المتحدة. لعب مع برمنغهام سيتي وبريستون نورث إيند وكارديف سيتي ونادي بارنسلي ونادي بيرنلي ونادي سكاربورو ونادي هارتلبول يونايتد ونادي والسول وهال سيتي وويغان أتلتيك.